# ZAM-41
ZAM-41 — польский транзисторный компьютер семейства ZAM, предназначенный для обработки данных. Спроектирован в Институте математических машин в Варшаве по заказу Польской объединённой рабочей партии и создан в отделе исследований Института. Единственная модель семейства компьютеров для переработки данных, которая производилась серийно (с 1961 года). Работы над последовавшими мини-компьютером ZAM-11 и мейнфреймом ZAM-51 так и не завершились. Было создано два или три прототипа ZAM-21, а всего произведено 16 экземпляров.
Компьютер ZAM-41 часто размещался в двух или трёх помещениях, разделённых стеклянными стенами. Производилась изоляция для поддержания постоянной температуры и чистоты магнитной ленты. В отдельной комнате располагался строчный принтер.

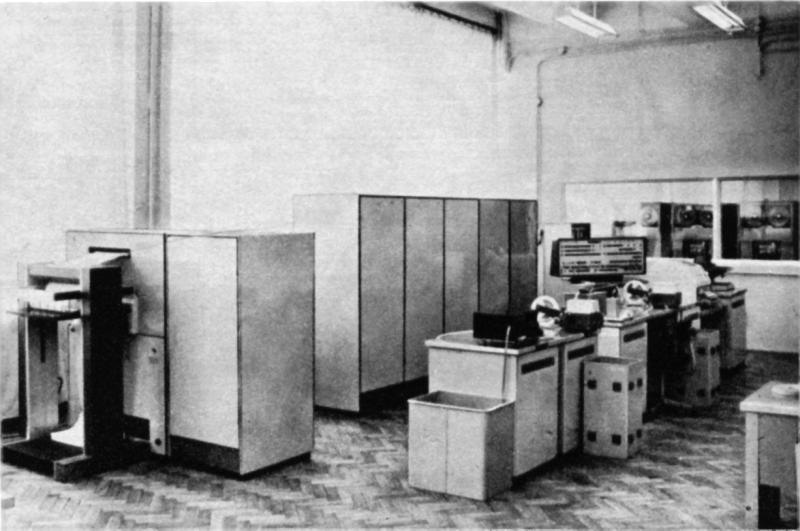
Состав ZAM-41: линейный принтер (впереди слева), системный блок и магнитный барабан (у стены), носитель информации для магнитных лент PT-2 (у окон); в середине слева направо — устройство чтения информации с бумажной ленты, два устройства записи на магнитную ленту, телетайп и пульт управления

## Технические характеристики[1]
- Семейство: ZAM
- Транзисторный компьютер на германиевых сплавных плоскостных транзисторах типа TG1 (производства Tewa, пакеты типа S-400)
- Двоичная система счисления, форма записи — прямой код[2]
  - Машинное слово: 24 бит[пол.] (разделено на 4 секции по 6 бит и 3 секции по 8 бит)
  - Краткие счётчики длиной 24 бит, длинные длиной 48 бит, счётчики для чисел с плавающей точкой длиной 48 бит
  - Одиночная адресация, 15-битовый адрес[3]
  - Отсутствуют строчные буквы в алфавите
  - Программы, использующие числа с плавающей точкой, работают на ассемблере (нет команд, реализуемых аппаратно)
- Скорость: 30 тысяч операций с фиксированной точкой в секунду
- Цикл доступа к оперативной памяти: от 6 до 10 мкс (данных о скорости нет)
- Время доступа: от 3,5 до 6 мкс
- Компьютерная память:
  - Память на магнитных сердечниках диаметром 2 мм, 24 бита плюс бит чётности
  - Объём: от 8 до 256 килослов (модулями по 8 килослов)
  - 32 ячейки: непосредственная адресация, остальные — посредственная или через индексный регистр

### Устройства ввода-вывода
- Телетайп
- Пятиканальное устройство чтения с ленты
- Пятиканальное устройство записи на ленту
- Устройство для чтения перфокарт
- Линейный принтер

### Постоянная память
- Магнитные ленты PT-2[пол.]
- От 1 до 4 модулей магнитных барабанов PB-5 объёмом 32 килослова каждый (при объёме 64 килослова около 42 килослов предназначены для программ)
- Прототип магнитного барабана PB-6 объёмом 800 килослов (20 млн битов)

### Многозадачность
- 2 программы в пакетном режиме, редко использовались.

### Программное обеспечение

#### Операционные системы
- SO: SO 41, SO 141 (пакет), SO 241
- TRAN — режим реального времени

#### Языки программирования
- PJEG (ассемблер для разработчиков ПО)
- JOM
- SAS 41 (макроассемблер)
- Алгоритмические:
  - SAKO
  - ALGOL
- Обработка данных:
  - EOL (для обработки текстовой информации)
  - COBOL
- Симуляционные:
  - CEMMA (моделирование непрерывных процессов)
  - ZAM-GPSS (моделирование дискретных процессов)
  - Astek (описание и статистическая обработка)
- Нереализованные
  - FORTRAN IV